# Charles Fort

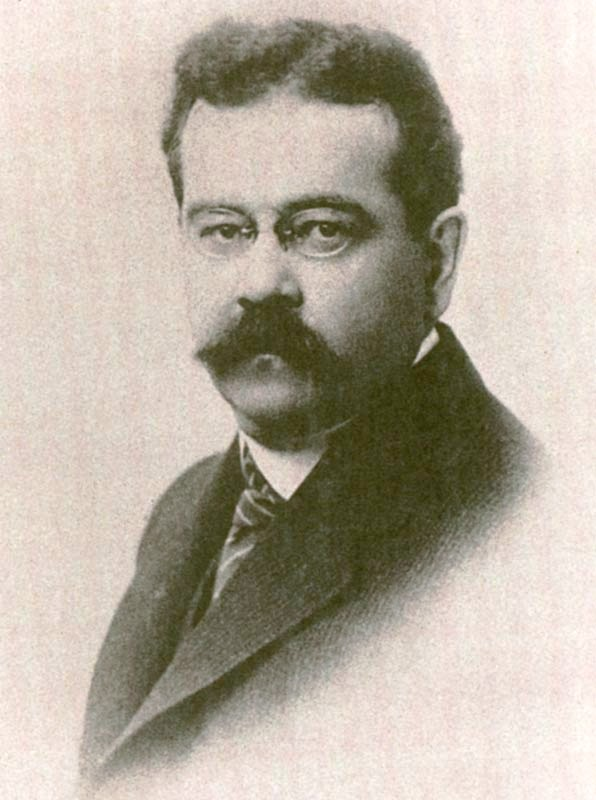
Charles Fort (1920)

Charles Fort (Charles Hoy Fort; * 6. August 1874 in Albany, New York; † 3. Mai 1932 in New York City) war ein US-amerikanischer Autor und ein Pionier der Beschäftigung mit unerklärten Phänomenen.

## Leben
Charles Hoy Fort wurde 1874 in Albany, New York, als ältestes von drei Kindern geboren (er war holländischer Abstammung). Er hatte zwei jüngere Brüder, Clarence und Raymond und einen strengen Vater, der Prügelstrafe einsetzte.
Schon in jungen Jahren interessierte er sich sehr für die Natur, war allerdings trotz seines recht umfassenden Wissens in schulischer Hinsicht nie besonders erfolgreich.
Mit 18 Jahren verließ er New York City, um durch die Welt zu reisen und „etwas Kapital in die Bank der Erfahrung zu bekommen“ (“put some capital in the bank of experience”). Er reiste durch den Westen der Vereinigten Staaten, Schottland, England und Südafrika, wo er erkrankte und nach Hause zurückkehren musste. Anna Filing, die er seit seiner Kindheit kannte, pflegte ihn, und am 26. Oktober 1896 heiratete er sie.
1916 ermöglichte ihm das Erbe eines Onkels, seine verschiedenen Arbeiten aufzugeben und sich ganz dem Schreiben zu widmen. 1917 starb sein Bruder Clarence, dessen Anteil am Erbe zwischen Charles und Raymond aufgeteilt wurde.
1924 zog Fort mit seiner Frau nach London, wo er bis 1926 lebte und eifrig die Bibliothek des Britischen Museums frequentierte. Ab 1929 hatte Fort seinen Wohnsitz zurück nach New York City verlegt. Sein Gesundheitszustand hatte sich erheblich verschlechtert, ebenso ließ sein Sehvermögen stark nach, aber Fort ließ sich nicht behandeln, sondern konzentrierte sich darauf, Wild Talents zu vollenden. Am 3. Mai 1932 brach er zusammen und wurde in das Royal Hospital in der Bronx eingeliefert. Sein Verleger stattete ihm noch einen Besuch ab, um ihn über die Veröffentlichung von Wild Talents zu informieren, wenige Stunden später starb  Charles Fort. Er wurde in Albany beigesetzt, und seine Notizen von mehr als 60.000 Seiten wurden der New York Public Library gestiftet.

## Werk und Wirkung
Fort schrieb zehn Romane, von denen nur einer veröffentlicht wurde. The Outcast Manufacturers (1906) wurde von Kritikern gelobt, er sei seiner Zeit voraus, verkaufte sich allerdings schlecht.
Erst mit seinem The Book of the Damned (1919) (dt. Das Buch der Verdammten) stellte sich zusehends Erfolg ein. In diesem Werk behandelte er eigentümliche Phänomene, die er als von der Wissenschaft „Verdammte“ bezeichnete. Es folgten New Lands (1923) (dt. Neuland), Lo! (1931) (dt. Da!) und Wild Talents (1932) (dt. Wilde Talente), die sich alle mit Paranormalem beschäftigten, aber unterschiedliche Themengebiete umfassten. Die meisten der aufgeführten Berichte wurden zuvor in naturwissenschaftlichen Magazinen veröffentlicht und von Fort in der Stadtbibliothek von New York City und im Britischen Museum ausfindig gemacht. Zu jedem Ereignis oder Phänomen wurde die jeweilige Quelle angegeben.
Forts Bücher ab 1919 übten eine nachhaltige Wirkung aus, die so weit ging, dass sich im Bereich der Parawissenschaft der Ausdruck Forteana für unerklärliche Phänomene etablierte. Zu seinen Verehrern zählten u. a. Ben Hecht, John Cowper Powys, Sherwood Anderson, Clarence Darrow und Booth Tarkington. Schon 1931 wurde auf Initiative des Schriftstellers Tiffany Thayer die Fortean Society unter dem Vorsitz von Forts Freund Theodore Dreiser gegründet. Allerdings weigerte sich Charles Fort, dieser beizutreten, da er es ablehnte, als Autorität betrachtet zu werden, und fürchtete, eine solche Gesellschaft werde Spiritisten und andere Esoteriker anziehen, mit denen er nichts zu tun haben wollte.
Heute wird sein Werk von verschiedenen Gruppen und Institutionen fortgeführt, z. B. von der seit 1973 erscheinenden Fortean Times. Charles Fort spekulierte schon 1919 über außerirdische „Besucher“, deren „Eigentum“ die Erde sei, und kann somit als ein Vorläufer der Prä-Astronautik und der Ufologie gelten. Zu beachten ist jedoch, dass Fort ausdrücklich betonte, nicht an seine Theorien zu glauben, die er ad hoc zur Erklärung der von ihm gesammelten Phänomene aufstellte.
Im Horror-Remake Das Dorf der Verdammten (1995), bei dem John Carpenter Regie führte, wird das Buch der Verdammten in einer kurzen Szene erwähnt und in einem Nebensatz sogar dessen Inhalt erläutert.
Starken Einfluss übte Charles Fort auf Robert Anton Wilson aus, dessen Buch The New Inquisition (Die neue Inquisition) sich in Stil und Argumentation eng an die Bücher von Fort anlehnt, sowie auf die Ufologen Jacques Vallée und John A. Keel.
In Deutschland erschien erstmals 1997 beim Verlag Zweitausendeins eine deutsche Übersetzung seiner Werke.
2011 wurde Fort in dem Film The Whisperer in Darkness durch Andrew Leman porträtiert. Der Independent-Film basiert auf der gleichnamigen  Kurzgeschichte von H. P. Lovecraft.

## Schriften
- Book of the Damned. Horace Liveright, New York 1919
  - Das Buch der Verdammten. Zweitausendeins, Frankfurt am Main 1995, ISBN 3-86150-124-4
- New Lands. Boni & Liveright, New York 1923
  - Neuland. Zweitausendeins, Frankfurt am Main 1996, ISBN 3-86150-172-4
- Lo! Claude Rendall, New York 1931
  - Da! Zweitausendeins, Frankfurt am Main 1997, ISBN 3-86150-191-0
- Wild Talents. Claude Rendall, New York 1932
  - Wilde Talente. Zweitausendeins, Frankfurt am Main 1997, ISBN 3-86150-218-6

## Hörspiel
- Mareike Maage & Dietmar Dath: Ein Strauß Nilpferde: Die unmögliche Wirklichkeit des Charles Fort. WDR, 2015 (Manuskript im Internet Archive)